# 富山市立富山市民病院
富山市立富山市民病院（とやましりつとやましみんびょういん、Toyama City Hospital）は、富山県富山市今泉北部町にあり、富山市が運営する病院である。富山県東部の中核的な医療機関の1つであり、地域医療の中心的役割を果たしている。地域医療支援病院の承認を受ける。
また当院に隣接して、富山市内の病院の休診日・夜間の救急患者を受け入れ、初期応急治療を行う富山市・医師会急患センター（旧 富山市救急医療センター）が、2011年（平成23年）10月1日に富山市丸の内より当院の第1駐車場内に移転開設された。

## 沿革
出典は個別に提示されているものを除き、『富山市民病院史』（1987年12月1日発行）に記載されているものとする。
- 1945年（昭和20年） 
  - 9月14日 - 富山市議会で富山市民病院建設費の予算が可決され、11月16日に設置が正式に決まる。
  - 11月25日 - 富山市総曲輪389番地[2]（現・大手町、近世は富山城の富田下総屋敷であった場所[3]）の富山警察署跡にて建築工事に着手。
- 1946年（昭和21年）
  - 1月30日 - 第一病棟（木造平屋建337㎡、東岩瀬町の建設中だった日本海船渠工業の診療所を解体移築、一部資料では水橋町（現・富山市）の石川病院建物を買収し解体移築という記述もあり[3]）が落成し、2月5日に落成式、2月12日に診療を開始する。
  - 11月30日 - 診療棟（本館、木造2階建）、第二病棟（木造2階建）、中央館（木造平屋建）、その他付属施設などが完成。
  - 12月1日 - 富山県指令第2047号で病院開設が許可される。
- 1948年（昭和23年）6月末 - 都市計画変更により敷地を4792.4㎡から5013.7㎡に変更。
- 1950年（昭和25年）12月1日 - 第三病棟増築工事に着手。
- 1951年（昭和26年）
  - 3月31日 - 第三病棟（木造モルタル塗2階建）竣工。
  - 11月 - 第一病棟新館工事着手。
- 1952年（昭和27年）
  - 7月1日 - 中央館改築工事に着手。
  - 12月30日 - 中央館改築工事（木造モルタル塗一部2階建）完成。
- 1953年（昭和28年）
  - 11月16日 - 本館改築工事着手。
- 1954年（昭和29年）
  - 1月1日 - 国立富山病院（1908年に富山衛戍病院として開設[4]。1952年3月21日に火災により全焼）が厚生省（現・厚生労働省）から富山市へ委譲され、市民病院五福分院として発足[5][6]。当初は第3病棟、炊事場、倉庫のみであったが、12月23日の診療棟、病棟の完成以降、順次増築されていった。
  - 3月20日 - 本館改築工事（木造2階建て一部鉄筋コンクリート造）完成。
- 1955年（昭和30年）
  - 2月15日 - 本館第一病棟改築工事着手。2階建てブロック造となる。
  - 8月6日 - 牛島町の市立伝染病院を分院に移築し、翌日から業務開始。
- 1960年（昭和35年）
  - 3月3日 - 本院第三病棟着工。
  - 12月31日 - 本院第三病棟が鉄筋コンクリート造5階建・地下1階・塔屋1階にて竣工。旧第三病棟は五福分院に移築。
- 1963年（昭和38年）3月5日 - 本館診療所改築工事着手。
- 1964年（昭和39年）4月30日 - 本館診療棟、第二病棟完成（鉄筋コンクリート造6階建・塔屋1階）。5月8日竣工式。
- 1966年（昭和41年）
  - 3月 - 本館第三期工事着工。
  - 9月5日 - 鉄筋2階建て、延床面積103.20m2の病棟が竣工[7]。
- 1968年（昭和43年）5月20日 - 本院第3期工事（第一病棟）完成。これを以て本館は全館鉄筋コンクリート造となり。病床も350床となった。
- 1971年（昭和46年）3月1日 - 本院病棟の増築工事着工。同年9月1日竣工。
- 1979年（昭和54年）1月16日 - 本院と分院を統合した新病院の新築計画を富山市に答申する。
- 1980年（昭和55年）3月19日 - 基本設計完了。3月31日には新病院用地の売買契約完了（旧富山県農業試験場跡地[8]）。
- 1981年（昭和56年）
  - 3月16日 - 実施計画完了。
  - 4月1日 - 新病院建設事務所設置。
  - 5月20日 - 着工、6月8日に起工式。
- 1983年（昭和58年）
  - 6月1日 - 定礎式。
  - 7月18日 - 竣工（当初は8月31日の予定であった）。
  - 9月16日 - 落成式。
  - 9月23日 - この日より9月30日まで、旧病院から新病院へ患者及び物品を移送するため、一部救急患者を除き外来診療休診。
  - 10月1日 - 現在地にて診療開始。この時点での病床は470床であった[9]。
  - 11月18日 - ヘリポートを開設する。
- 1986年（昭和61年）8月23日 - 駐車場拡張工事完成[10]。
- 1990年（平成2年）6月7日 - 10月からMRIを導入することを発表[11]。
- 1994年（平成6年）4月 - 完全土曜休診となる[12]。
- 1995年（平成7年）3月末 - 結核患者の減少に伴い、結核病棟を廃止する[13]。
- 2008年（平成20年）6月16日 - 同日以降5年間、日本医療機能評価機構から最新の評価体系（バージョン5.0）の認定を受ける[14]。
- 2011年（平成23年）4月 - 地方公営企業法全部適用。
- 2011年（平成23年）10月1日 - 富山市・医師会急患センターが第1駐車場内に開設。

旧市民病院本院については第三病棟・診療棟を解体し、大手町駐車場（1984年4月1日オープン）に、第一病棟と第二病棟は内部改装して1階から3階まで市民学習センター（富山市公会堂に入っていた社会教育センター、社会教育団体の事務室、公民館などの機能を引き継いだ）に転用され、後に1985年に富山税務署の仮庁舎に転用された（1986年7月に新築移転）のを経て、富山市民プラザに建て替えられた。五福分院は看護婦宿舎と共に取り壊し、跡地は県へ譲渡し、見返りに県から新病院前駐車場用地を譲り受けた。

## 診療科目
- 内科
  - 消化器内科
  - 血液内科
  - 呼吸器内科
  - 循環器内科
  - 内分泌・代謝科
  - 神経内科
  - 腎高血圧
- 精神科
- 外科・乳腺外科
- 整形外科
- 関節再建外科
- 形成外科
- 脳神経外科
- 胸部血管外科
- 小児外科
- 小児科
- 皮膚科
- 泌尿器科
- 産婦人科
- 眼科
- 耳鼻咽喉科
- 歯科口腔外科
- 麻酔科
- 病理科
- 放射線科

## 交通アクセス
- 富山駅正面口5番乗り場から富山地方鉄道バス40・41・43・44・45・47系統、または1番乗り場から46系統で富山市民病院口下車すぐ（約半数の便は構内まで乗り入れ）
- 富山駅正面口5番乗り場から富山地方鉄道バス特急高山線・31・32・38・39系統、または6番乗り場から36・37系統で富山市民病院前下車、徒歩5分
- 富山地方鉄道富山軌道線堀川小泉停留場から徒歩約15分（約1.0km）
- 富山空港からタクシーで10分

## バス停留所
- 正面玄関前に富山地方鉄道の路線バスが発着するバス停留所（停留所名は富山市民病院）がある。
  - [ 41 ][ 43 ][ 88 ]星井町・総曲輪・富山駅・興人団地方面
  - [ 41 ]南富山駅・赤田・若竹町・辰尾団地方面
  - [ 43 ]南富山駅・上堀駅・開発駅・富山国際大学方面
  - [ 46 ]南富山駅・朝菜町駅・堀・国立高専方面
- また、北側へ構内を出たところにある富山市民病院口停留所からは上記の方面へ向かうバスのうち構内へ入らない便が、そこから西へ徒歩5分の国道41号線沿いにある富山市民病院前停留所からは掛尾・笹津・富山空港・八尾方面へのバスや、東京・大阪・名古屋など各方面への高速バスがそれぞれ利用できる。

## 主な指定
- 自家培養軟骨使用認定施設
- 第二種感染症指定医療機関

## 新型コロナウイルス感染
- 2020年4月、感染症指定医療機関の富山市民病院で、看護師や入院患者ら計13人が新型コロナウイルスに感染した。同病院での感染者は計16人となった[18]。5月30日時点では39人の感染者が確認された[19]。その後、6月1日に院内感染の終息宣言が出された[20]。